# ISO 3166-2:PS
ISO 3166-2:PS is een ISO-standaard met betrekking tot de zogenaamde geocodes. Het is een subset van de ISO 3166-2 tabel, die specifiek betrekking heeft op de Palestijnse Gebieden.
De gegevens werden tot op 27 november 2015 geüpdatet op het ISO Online Browsing Platform (OBP). Hier worden 16 gouvernementen - governorate (en) / gouvernorat (fr) / muḩāfaz̧ah (ar) – gedefinieerd.
Volgens de eerste set, ISO 3166-1, staat PS voor de Palestijnse Gebieden, het tweede gedeelte is een drieletterige code.

## Codes
| Code   | Arabisch            | Engels                |
| ------ | ------------------- | --------------------- |
| PS-HBN | Al Khalīl           | Hebron                |
| PS-JEM | Al Quds             | Jerusalem             |
| PS-JRH | Arīḩā wal Aghwār    | Jericho and Al Aghwar |
| PS-BTH | Bayt Laḩm           | Bethlehem             |
| PS-DEB | Dayr al Balaḩ       | Deir El Balah         |
| PS-GZA | Ghazzah             | Gaza                  |
| PS-JEN | Janīn               | Jenin                 |
| PS-KYS | Khān Yūnis          | Khan Yunis            |
| PS-NBS | Nāblus              | Nablus                |
| PS-QQA | Qalqīlyah           | Qalqilya              |
| PS-RFH | Rafaḩ               | Rafah                 |
| PS-RBH | Rām Allāh wal Bīrah | Ramallah              |
| PS-SLT | Salfīt              | Salfit                |
| PS-NGZ | Shamāl Ghazzah      | North Gaza            |
| PS-TBS | Ţūbās               | Tubas                 |
| PS-TKM | Ţūlkarm             | Tulkarm               |